# Денис Мацуев
Дени́с Леони́дович Мацу́ев (11 юни 1975, Иркутск, СССР) ― известен руски пианист с международно признание, народен артист на Руската федерация и носител на Държавната награда в областта на литература и музика.

## Биография
Мацуев е роден в семейство на музиканти в сибирския град Иркутск на 11 юни 1975 г. Бащаму Леонид Викторович Мацуев е пианист и композитор, автор на музика за постановките на иркутските театри; майка му Ирина Дмитриевна (в моминство Гомелская) е учителка по пиано. Денис проявява музикални способности още на 3-годишна възраст, когато самостоятелно възпроизвежда на пиано чутата по телевизия музика. До 15-годишна възраст учи музика в Иркутск. След това заедно с родителите си заминава за Москва, където постъпва в Централната музикална школа към Московската държавна консерватория.
През 1991 г. печели награда на Международната благотворителна обществена фондация „Нови имена“ и става неин стипендиант. Заедно с другите надарени млади музиканти, открити от фондацията, участва в турнетата и посещава с концерти десетки държави в Европа и Америка.
Първото му участие в международен конкурс за пианисти е в Йоханесбург, Република Южна Африка, 1993 г., където печели голямата награда. През 1994 г. постъпва в Московската консерватория. До трети курс учи в класа на народния артист на Русия, професор Алексей Наседкин, след това при народния артист на Русия, професор Сергей Доренский. През това време участва в музикалните програми на фондацията „Нови имена“, водени от известния в Русия културен деятел Светослав Белза. През 1995 г. Мацуев вече е солист на Московската държавна филхармония. През 1998 г. Мацуев става лауреат на Международния конкурс за пианисти в Париж. Същата година печели първата награда на ХI Международния конкурс „Чайковски“. През 1999 г. завършва с отличие консерваторията.
През 2004 г. пианистът представя в Москва своя първи солов концерт и подписва контракт с руското представителство на звукозаписната компания SONY BMG Music Entertainment. От тази година редовно провежда свой годишен персонален цикъл „Солист Денис Мацуев“. В концертите на цикъла участват водещи руски и чуждестранни оркестри и диригенти: симфоничен оркестър Артуро Тосканини (NBC Symphony Orchestra), симфоничен оркестър на Мариинския театър, симфоничен оркестър Maggio Musicale Fiorentino, руски национален оркестър, национален филармоничен оркестър на Русия (НФОР), диригентите Лорин Мазел, Валерий Гергиев, Зубин Мета, Владимир Спиваков.
Годишно Мацуев дава десетки концерти, има много турнета в страната и чужбина, работи с изтъкнати диригенти и големи световни оркестри.
Пианистът активно участва в организирането и провеждането на редица музикални фестивали. През 2014 г. инициира провеждането на международен музикален фестивал „Звезди на Байкал“ и става негов постоянен художествен ръководител. От 2005 г. е художествен ръководител на музикалния фестивал „Crescendo“, предназначен за новото поколение изпълнители от различни страни. Фестивалът се провежда в различни градове на света. 2010 г. по покана на френската страна участва в организирането на фестивала на изкуства в град Анси. Мацуев е артистичен директор на фондация „Сергей Рахманинов“. 2012 г. става художествен ръководител на първия международен фестивал и конкурс за млади пианисти „Astana Piano Passion“.
Своята творческа и организационна дейност съчетава с обществена работа:
- от 2006 г. член е на Съвета по култура и изкуство при президента на Русия;
- през 2008 г. е избран за президент на фондацията „Нови имена“;
- през 2011 г. открива в родния Иркутск „Дом музыки Дениса Мацуева“.[9];
- през 2012 г. оглавява Обществения съвет към Министерството на културата на Руската федерация;
- през 2013–2014 г. участва в поредица благотворителни концерти за пострадалите от наводнения в Руския Далечен Изток.[10][11];
- от 2015 г. е член на Попечителския совет на благотворителния фонд „Паметта на поколения“.[12];
- през 2016 г. става посланик на световното първенство по футбол в Русия през 2018 г.

## Дискография
- Haydn, Liszt, Tchaikovsky, Prokofiev. © & (P) 1997 New Names.
- Haydn, Chopin, Liszt, Rachmaninov, Prokofiev. © & (P) Vivendi, 1999.
- Beethoven, Tchaikowsky, Liszt, Prokofiev. Collection Etoiles. Enregistrement en public – Eglise Notre-Dame d'Auvers-sur-Oise, 27 May 2000.
- Liszt: Mephisto Waltz S.514, Schumann: Symphonic Etudes op. 13, Schubert: Piano Sonata No.14 in a minor D.784. Sacrambow (Japan), © & (P) 2000 JAPAN ARTS.
- Classic Masterpieces. Budapest Philharmonic Orchestra. Conductor Rico Saccani. Tchaikovsky – Piano concertos Nos. 1 & 2. Soloist: Denis Matsouev. © & (P) 2003 Independent Music & Media Alliance LTD.
- Tribute to Horowitz. Liszt, Bizet-Horowitz, Rossini-Ginzburg. (P) & © 2004 BMG Russia.
- Stravinsky: Firebird Suite. Shchedrin: Piano Concerto No.5. Mariss Jansons – Symphonieorchester Des Bayerischen Rundfunks – © 2005 Sony BMG Music Entertainment
- Stravinsky & Tchaikovsky. I. Stravinsky: Three Movements From Petrouchka; P.I.Tchaikovsky: The Seasons. RCA Red Seal. (P) & © 2005 Sony BMG Music Entertainment.
- Tchaikovsky: Piano Concerto No 1 & Shostakovich: Concerto for Piano, Trumpet and Strings. St Petersburg PO/Temirkanov. RCA Red Seal (P) & © 2007 Sony BMG Music Entertainment.
- Unknown Rachmaninoff, 18 March 2008, RCA Red Seal.
- The Carnegie Hall Concert – Denis Matsuev (20 October 2009) RCA Red Seal.
- Rachmaninov: Piano Concerto No. 3, Rhapsody on a Theme of Paganini – Denis Matsuev, Gergiev, Mariinsky Orchestra (9 February 2010).[13][14]
- Franz Liszt. Russian National Orchestra and Michail Pletnev. Sony Music Entertainment (Russia), 2011.
- Franz Liszt: Piano concertos nos. 1 & 2 Totentanz; Orpheus; Héroïde funèbre. (New York): Sony, 2011.
- D. Shostakovich: Piano Concertos Nos 1 & 2, R. Shchedrin: Piano Concerto No 5. Mariinsky Orchestra, dir. Valerij Gergiev, 2011.[15]
- Rachmaninov: Piano Concerto No. 2; Gershwin: Rhapsody In Blue. Sony Bmg Music, 2013.
- Szymanowski: Symphonies Nos.3 & 4, Stabat Mater. London Symphony Orchestra, Valery Gergiev (Conductor), Denis Matsuev (Artist), London Symphony Chorus (Orchestra) Format: Audio CD, 2013.[16]
- Tchaikovsky: Piano Concertos Nos.1 & 2 Denis Matsuev (Artist, Performer), Mariinsky Orchestra, Valery Gergiev (Conductor), Pyotr Ilyich Tchaikovsky (Composer), Format: Audio CD, 2014.[17]
- Prokofiev: Piano Concerto No.3, Symphony No.5 Denis Matsuev (Performer), Mariinsky Orchestra, Valery Gergiev (Conductor), Sergei Prokofiev (Composer), Format: Audio CD, 2014.[18]
- Rachmaninov: Piano Concerto No. 1(1917 Edition). Stravinsky: Capriccio for Piano and Orchestra (1929). Shchedrin: Piano Concerto No2 (1936) Denis Matsuev, Piano. The Mariinsky Orchestra conducted by Valery Gergiev, 2015.[19]

## Награди и звания
- Победител на XI Международен конкурс „Чайковски“ (1998 г.) [20]
- Знак „За заслуги пред Иркутска област“ (2005 г.)[21]
- Заслужил артист на Руската Федерация (27 март 2006 г.) – за заслуги в областта на изкуството [22]
- Държавна награда на Руската Федерация в областта на литературата и изкуство (2009 г.) – за принос в развитието и пропаганда на отечественото музикално изкуство [23]
- Награда „Дмитрий Шостакович“ на Международния благотворителен фонд на Юрий Башмет (2009 г.) [24]
- Почетен гражданин на Иркутск (2009 г.) [25]
- Народен артист на републики Северна Осетия-Алания (2009 г.) [26]
- Народен артист на Руска Федерация (2011) г. – за големи заслуги в областта на музикалното изкуство [1]
- Почетен професор на Московски държавен университет (2011 г.)
- Посланик на добра воля на ЮНЕСКО (2014 г.) [27]
- Руска национална музикална награда (2015 г.) – за изключително изпълнителско майсторство [28]
- Орден за почит (2016 г.) [29]